# Waspitten

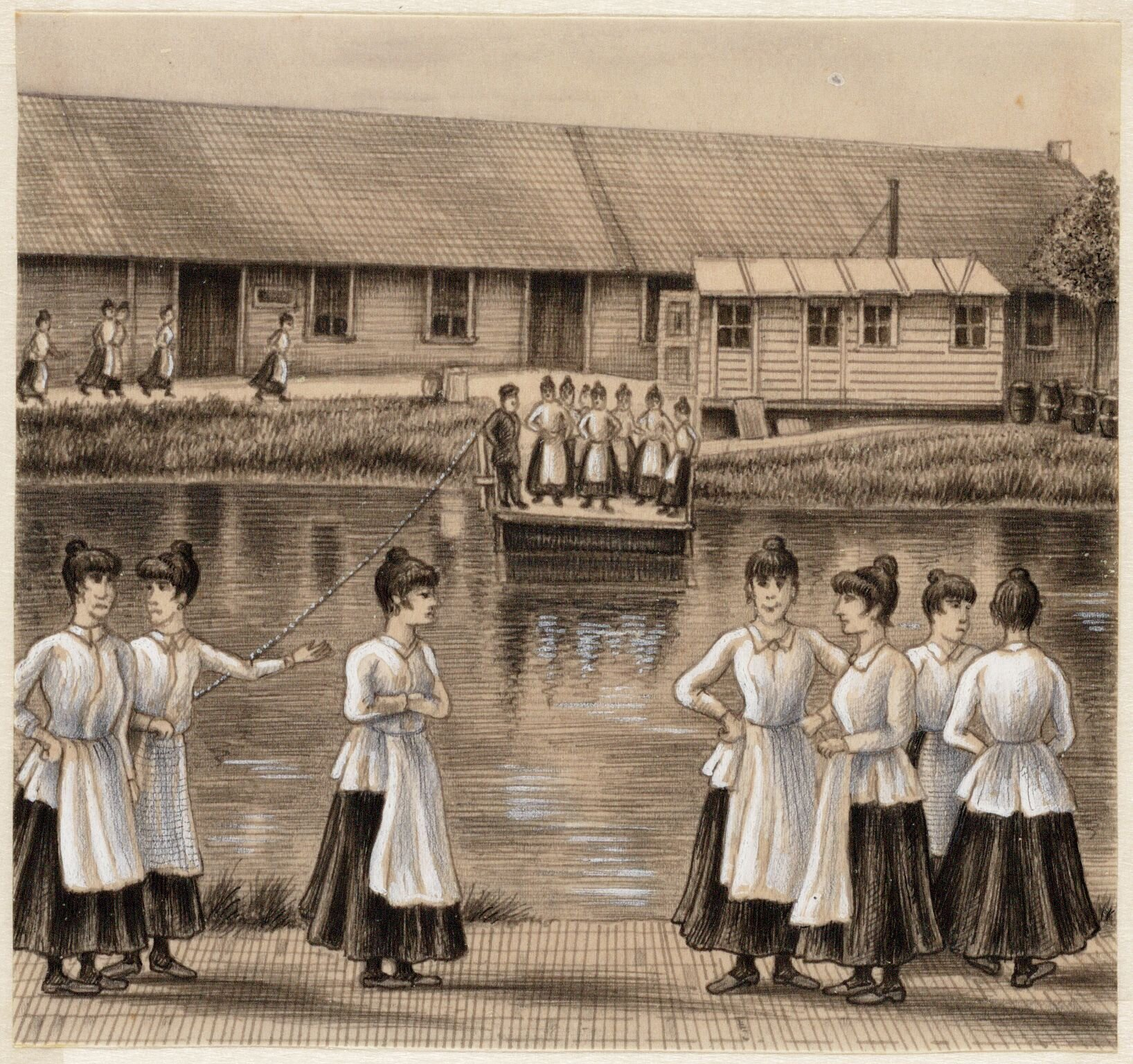
„Waspitten“ bei der Überfahrt über den Boerenwetering-Kanal (1899)

Waspitten (Singular waspit) war in den Niederlanden des 19. Jahrhunderts eine geläufige Bezeichnung für Arbeiterinnen in Wachskerzenfabriken. Der etwa mit „Wachsdochte“ zu übersetzende Name drückt Geringschätzung den Arbeiterinnen gegenüber aus. Tatsächlich verrichteten vorrangig junge Mädchen aus einfachem Milieu die schmutzigen und schlecht entlohnten Arbeiten. Im Rahmen einer im ganzen Land durchgeführten parlamentarischen Erhebung traten 1887 etliche Missstände in der Koninklijke Fabriek van Waskaarsen in Amsterdam, zutage. Danach verbesserten sich die Bedingungen leicht. Der Obolus, den die Waspitten von George Hendrik Breitner und Isaac Israëls für das Modellstehen erhielten, war ein willkommener Zuverdienst.

## Stearinkerzenfabriken
Im 19. Jahrhundert existierten in den Niederlanden fünf Stearin-Kerzenfabriken, je eine in Gouda und Schiedam und drei in Amsterdam, von denen die größte am Boerenwetering-Kanal im Stadtteil Amsterdam-Zuid angesiedelt war: die Koninklijke Fabriek van Waskaarsen mit einer Produktion von 11 Mio. Packungen Kerzen im Jahr 1872. 1880 beschäftigte das Unternehmen 500 bis 600 Personen, kam dann jedoch in eine schwere Krise und musste 1883 liquidiert werden. Nach der Demontage im Jahr 1906 wurde die „königliche“ Stearinkerzenproduktion in Gouda konzentriert.
Der ursprüngliche Eigentümer Nathan Diaz Brandon hatte die französische Erfindung der Stearinkerze um 1840 in den Niederlanden etabliert. Stearin ist ein aus tierischen und pflanzlichen Fetten gewonnenes Gemisch aus gesättigten Fettsäuren, das durch Verseifung zu einer verarbeitbaren Masse wird. Für Stearinkerzen wurde diese in Formen, in die ein Docht aus geflochtenen Baumwollfäden gespannt war, gegossen. Danach mussten sie nur auf die gewünschte Länge geschnitten, poliert und verpackt werden. Dieser Herstellungsprozess ist einfacher, schneller und kostengünstiger als der von Wachskerzen, bei denen der Baumwolldocht so lange durch flüssiges Wachs gezogen wird, bis die richtige Kerzendicke erreicht ist. Strenggenommen ist die Bezeichnung „Wachsdocht“ (waspit) also irreführend. Sie stammt aus einer Zeit, in der die Produktionsstätten tatsächlich noch „Wachskerzenfabriken“ waren.

## Frauen und Mädchen in der Amsterdamer Kerzenfabrik
Aufgrund des strengen Geruchs, der vom Produktionsbereich ausging, gab es immer wieder Stimmen gegen die Fabrik am Ruysdaelkade. Noch lauter wurden sie nach der parlamentarischen Untersuchung von 1887 zu den dort herrschenden Arbeitsbedingungen. Zeitweise arbeiteten Kinder im Alter von 12 bis 16 Jahren wochenlang von 6 bis 24 Uhr. Direktor Lodewijk A.H. Hartogh hielt sich zwar an das 1874 verabschiedete „Kindergesetz“ (Kinderwetje) von Samuel van Houten, nach dem die Arbeit von Kindern unter 12 Jahren in Fabriken und Werkstätten verboten war, hatte aber keine Skrupel, wenn dieses Alter erreicht war. Vor dem Untersuchungsausschuss ließ er verlauten: „Wir hätten diese jungen Leute lieber nicht, aber in der Packerei muss man jung anfangen. In dieser Abteilung bevorzugt man Mädchen im Alter von 12 bis 14 Jahren, weil nur diese schnell angelernt werden können.“ Diese Kinder mussten mindestens 13 Stunden am Tag Etiketten auf die Hüllen von Kerzen kleben. Im Jahr 1874 waren es 30 Mädchen unter 14 Jahren.
Am selben Tag wie der Direktor wurden vier Arbeiterinnen zwischen 18 und 30 Jahren befragt, die als Zwölfjährige in die Fabrik gekommen waren. Am aufschlussreichsten sind die Angaben der Ältesten von ihnen, Cornelia Maria Kamphuizen-Doorman, deren Mann, ein Maler, arbeitslos war und sich zu Hause um die vier Kinder kümmerte. Die Frauen verdienten weniger als ein Dubbeltje (10 Cent) pro Stunde und arbeiteten in Stoßzeiten manchmal mehr als 24 bis sogar 36 Stunden am Stück; nachts schliefen sie eine Stunde auf einem Holzbrett. „Kaum jemand hält die nächtliche Arbeit aus. Am nächsten Tag sind die meisten krank und klagen über Schmerzen in den Beinen, im Kopf und in den Lenden. […] Wir würden viel lieber eine Stunde später arbeiten als nachts.“ Die Arbeit war hart. Wenn die Kerzen misslangen, gab es Lohnabzüge, im Krankheitsfall fiel er ganz weg. Essen konnten die Beschäftigten oft nur, wenn ein Verwandter ihnen etwas brachte, Pausen wurden vom Lohn abgezogen. Die drei jüngeren Frauen unterschrieben die Befragung, Cornelia Kamphuizen konnte das nicht. Sie wurde am Schluss gefragt: „Haben Sie ein schlechtes Leben, Maid?“ Die Antwort lautete: „Das beste [Leben] ist es nicht, wenn man am Samstag mit 400 Cent nach Hause kommt und am Montag wieder ohne etwas anfängt.“
Daniel Sanches, der ehemalige Betriebsleiter der Fabrik, lieferte weitere Informationen: „Die Arbeit der Frauen ist schwerer und anstrengender [als die der Männer]. Volle Schalen mit flüssigem Stearin zum Füllen der Kerzenformen vor sich her zu tragen, das kann erfahrungsgemäß kein Mann so schnell und so lange. Beim Kerzengießen ist das Mädchen die billige Arbeitskraft.“ Das Gewicht jeder Holzkiste mit gegossenen Kerzen, die zur Sägemaschine getragen werden musste, schätzte Sanches auf 20 bis 30 Kilogramm. Was die Gesundheitsgefährdung anging, waren die Frauen weniger betroffen als die Männer, die in der Azidifikation (acideficatie) ständig ätzende Schwefelsäuredämpfe ertragen mussten. Sie litten eher an der künstlichen Beleuchtung mit Leuchtgas, das kostensparend aus Destillationsabfällen, also verbrannten, mit Schwefelsäure getränkten Fettzellen und Pflanzenfasern, hergestellt wurde. Laut Sanches war dieses Gas unwirksam und überdies schädlich. „Wenn die Türen geschlossen waren, war der Raum mit einem blauen Rauch gefüllt, der in den Augen und im Rachen brannte.“
Die Eigentümer lehnten jegliche Investition ab – und Hartogh schob die Schuld an den Missständen auf seine Auftraggeber. Außerdem bestünden die Arbeiterinnen selbst darauf, nur einen Tag nach der Entbindung wieder an die Arbeit zu gehen. Dass der Hungerlohn sie dazu trieb, verschwieg er. Der Abbruch der Fabrik 1906 hatte also auch eine negative Seite. Viele Männer konnten durch die Vermittlung von Frederik van Eeden anschließend als Kolporteure arbeiten. Über die Waspitten aus dem Jordaan wurde dagegen kein Wort verloren.

## Bildliche Darstellung

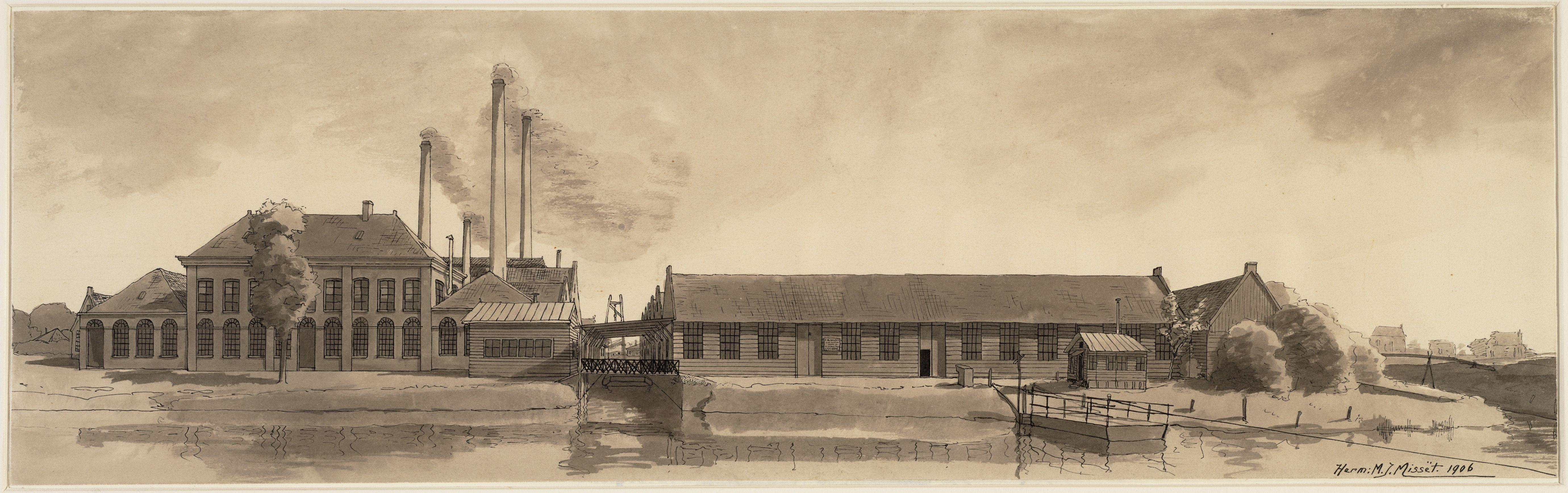
Herman Misset: Wachskerzenfabrik am Boerenwetering (1906)

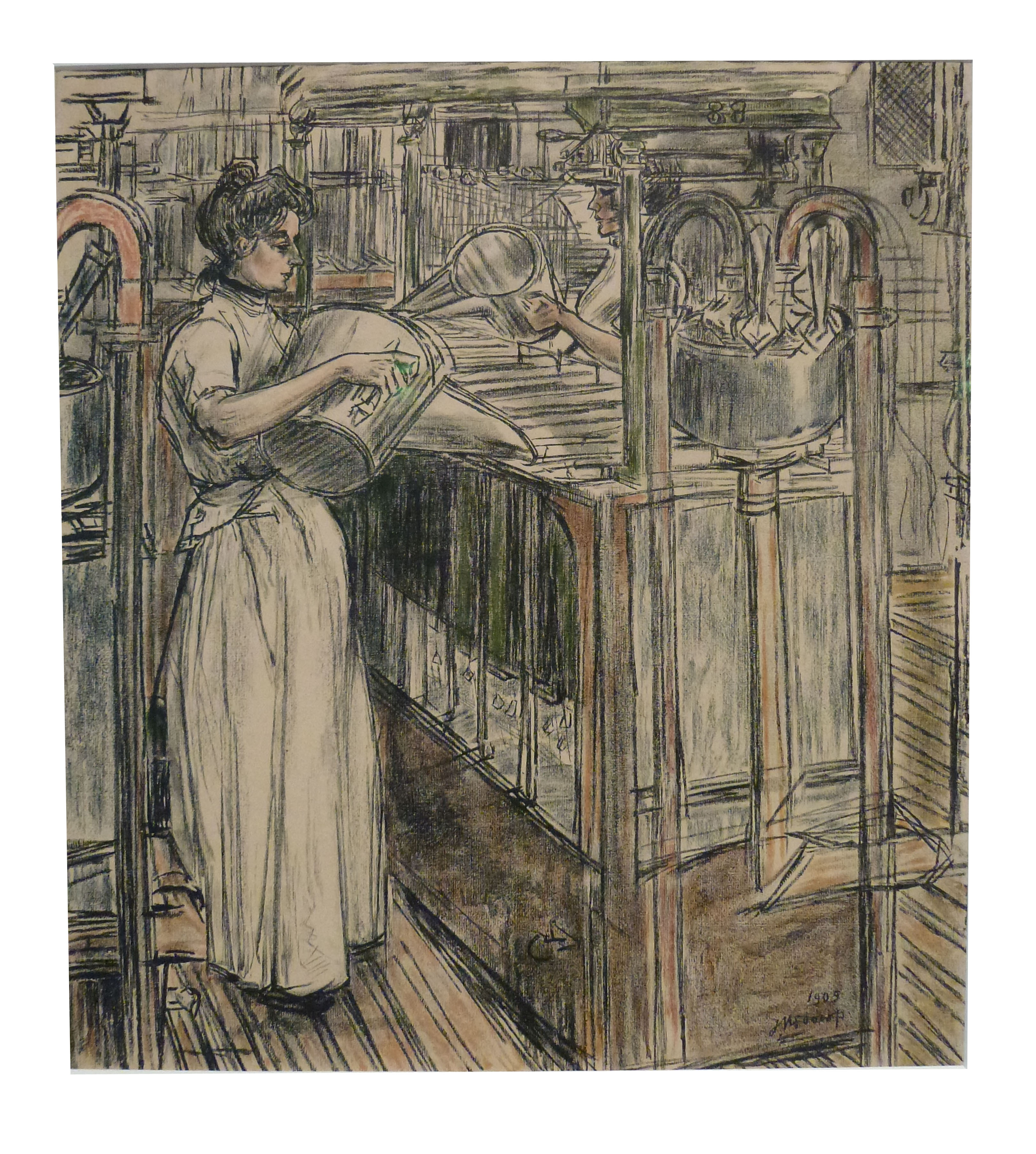
Jan Toorop: Kerzengießer (1905)

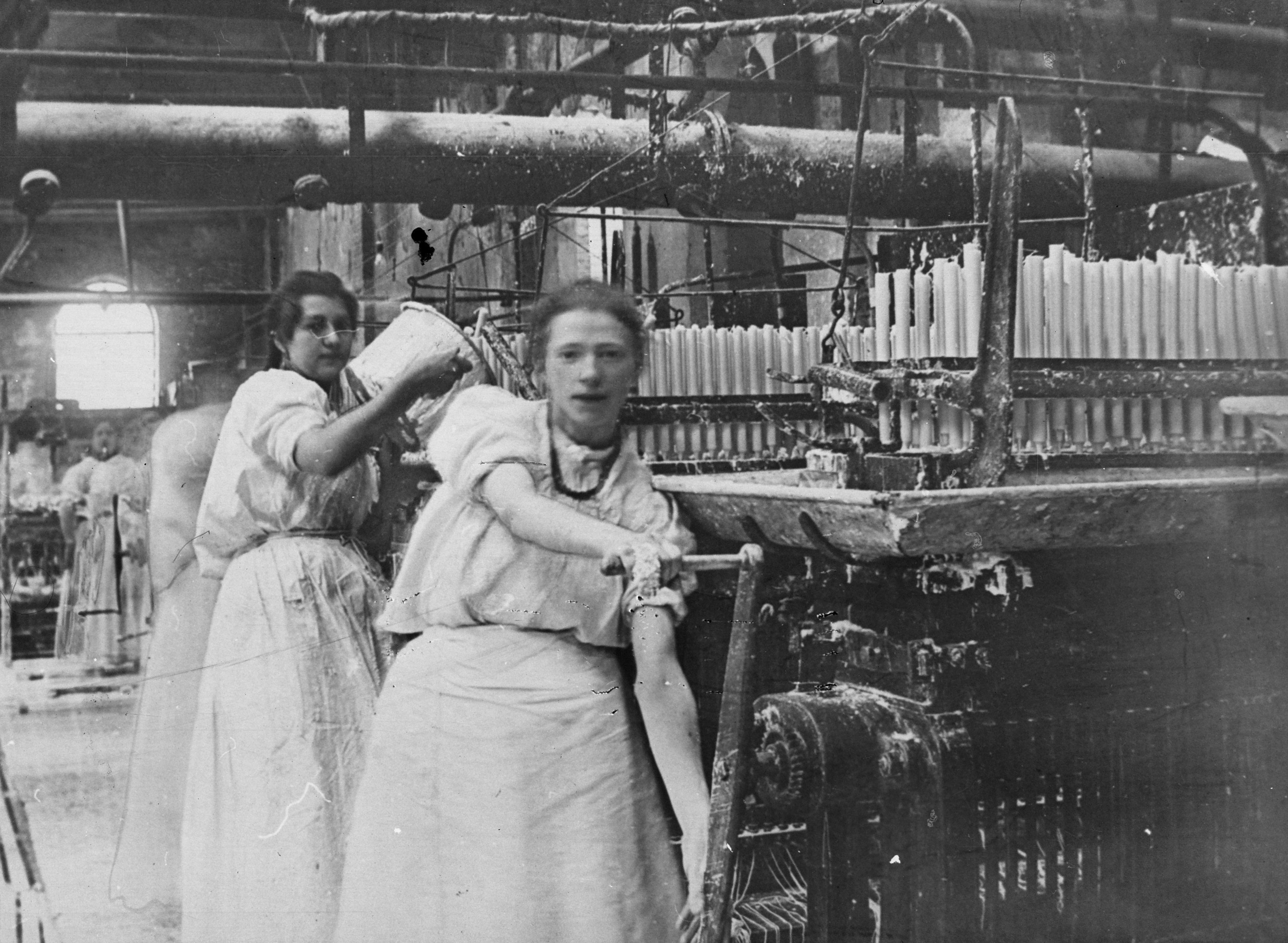
Frauen in der niederländischen Kerzenindustrie (undatiert)

Darstellungen der Waspitten sind rar. In der Sammlung des Stadtarchivs Amsterdam findet sich jedoch eine Zeichnung mit dem Titel Waskaarsenfabriek met ‚waspitten‘ die met het pontje de Boerenwetering oversteken. Sie zeigt etwa 20 uniform gekleidete und frisierte Arbeiterinnen der Wachskerzenfabrik bei der „Überfahrt mit der Fähre über den Boerenwetering-Kanal“. Einige Frauen eilen zur Fähre, andere befinden sich auf der Überfahrt, die dritte Gruppe ist bereits am gegenüberliegenden Ufer angekommen. Weder der Urheber noch die Quelle für die Datierung der Zeichnung auf „31. Dezember 1899 ca.“ sind angegeben. Eine Zeichnung von Herman Misset dokumentiert die Kanalseite der Fabrikanlage kurz vor ihrem Abriss. Die 1905 entstandene Litho-Serie von Jan Toorop zeigt den Produktionsprozess einer Kerzenfabrik. Ein Foto aus dem Nationaal Archief offenbart eine weniger angenehme Realität.
Die Waspitten genossen bei der Stadtbevölkerung keinen sehr guten Ruf. Sie waren ein „raues Weibsvolk“, dessen erbärmlichen Arbeitsbedingungen erst durch die Erhebung von 1887 zutage traten. 1889 wurden die ersten Gesetze zum Schutz gegen die Ausbeutung verabschiedet. Dennoch verdienten sich die Frauen „immer gerne noch ein kleines Zubrot, indem sie für Israels vor einer wachsenden Schar von Neugierigen posierten“. Die Amsterdamer Impressionisten hatten die arbeitende Bevölkerung erst kürzlich als Sujet entdeckt. Folgerichtig wurden auch Dienstmädchen und die Werkstätten- und Fabrikarbeiterinnen darstellungswürdig. Dabei arbeiteten die Maler „nicht aus einem sozialen Engagement heraus“, sondern betrachteten das Leben der einfachen Leute „von außen“.
George Hendrik Breitner darf als der Vorreiter angesehen werden. So schrieb er 1882 in einem Brief: „Ich selbst werde die Menschen auf der Straße und in Häusern […] malen; vor allem aber das Leben. ‚Le peintre du peuple‘ (der Maler des Volkes) will ich versuchen zu werden oder ich bin es vielleicht schon, weil ich das will.“ Isaac Israëls bewunderte den sechs Jahre älteren Breitner und eiferte ihm in diesem Punkt nach. Arbeiter wie Bergleute und Glasbläser hatte er bereits bei einer 1885 unternommenen Reise durch das belgische Kohlerevier Borinage gezeichnet, sie jedoch nie in ein Gemälde integriert. „Es scheint, als ob Isaac das Bild der Frauen, die auf ihren Bänken sitzen und eine Pause machen, am meisten gefallen hat“, resümierte die Kunsthistorikerin Saskia de Bodt nach dem Studium seines Skizzenbuchs. Erst beim jahrelangen Ringen „um eine persönliche Note in seiner Arbeitsweise“ wagte Israëls sich wieder an diese Thematik heran. In Amsterdam entstanden zahlreiche Figurenstudien, die er später in Öl ausarbeitete. Zwei Beispiele für solche Gemälde sind Fabrikmädchen an der Prinsengracht im Centraal Museum Utrecht und Zwei Mädchen an der Lijnbaansgracht in Amsterdam im Groninger Museum. Ab 1894 malte Israëls vorzugsweise en plein air. In beiden Fällen standen ihm die Waspitten bereitwillig Modell.

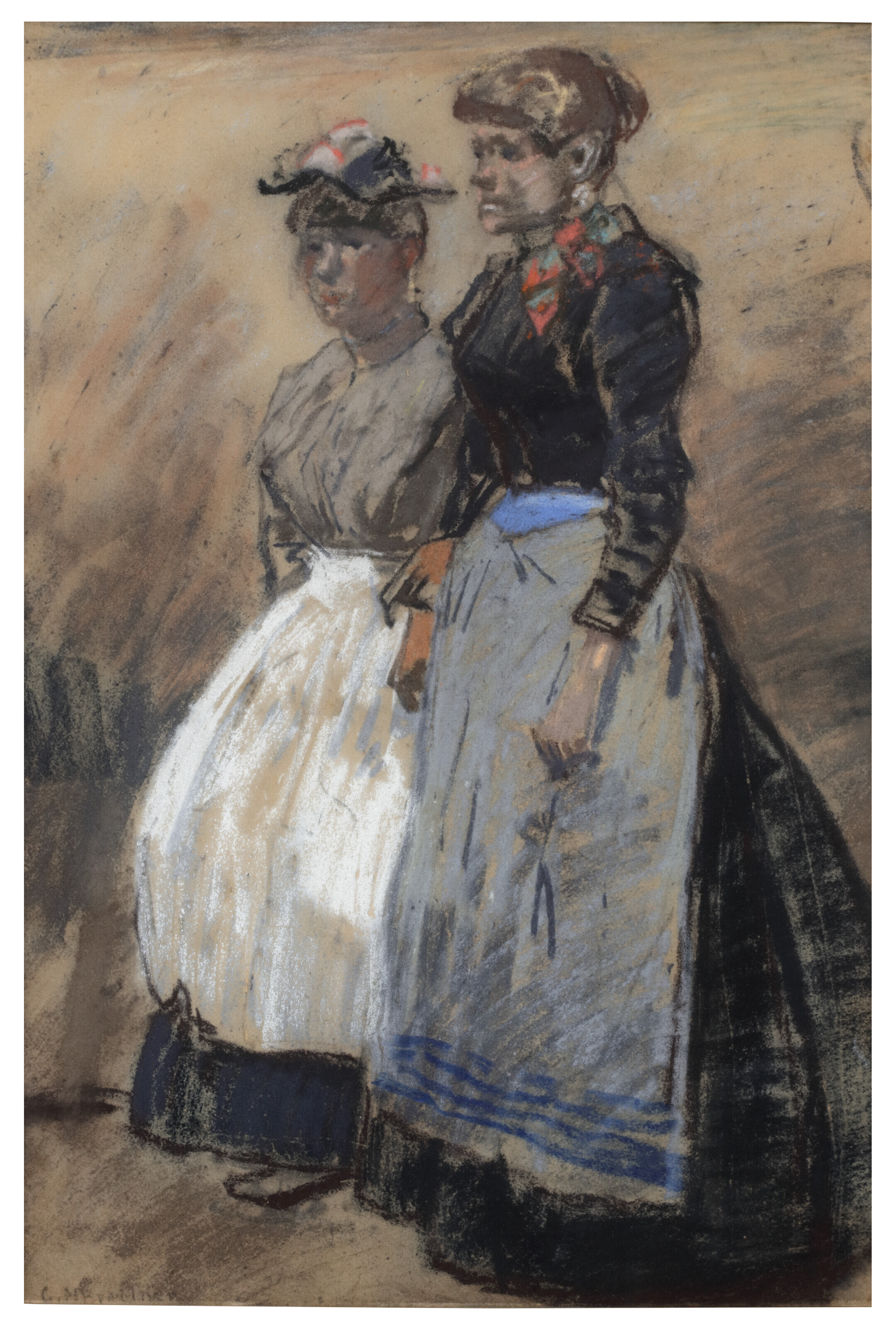
G.H. Breitner: Waspitten (ca. 1890)
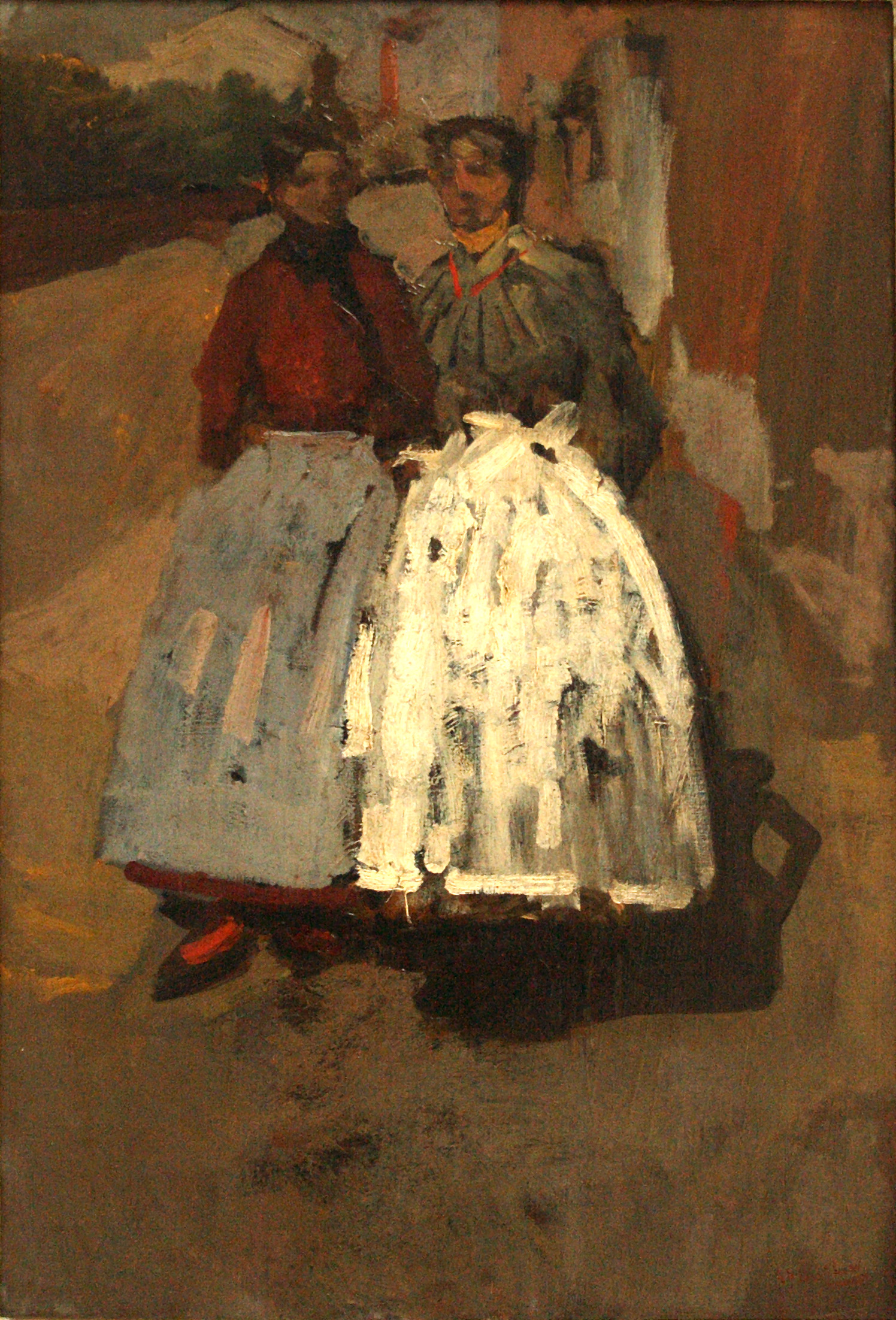
G.H. Breitner: Fabrikmädchen (ca. 1898)
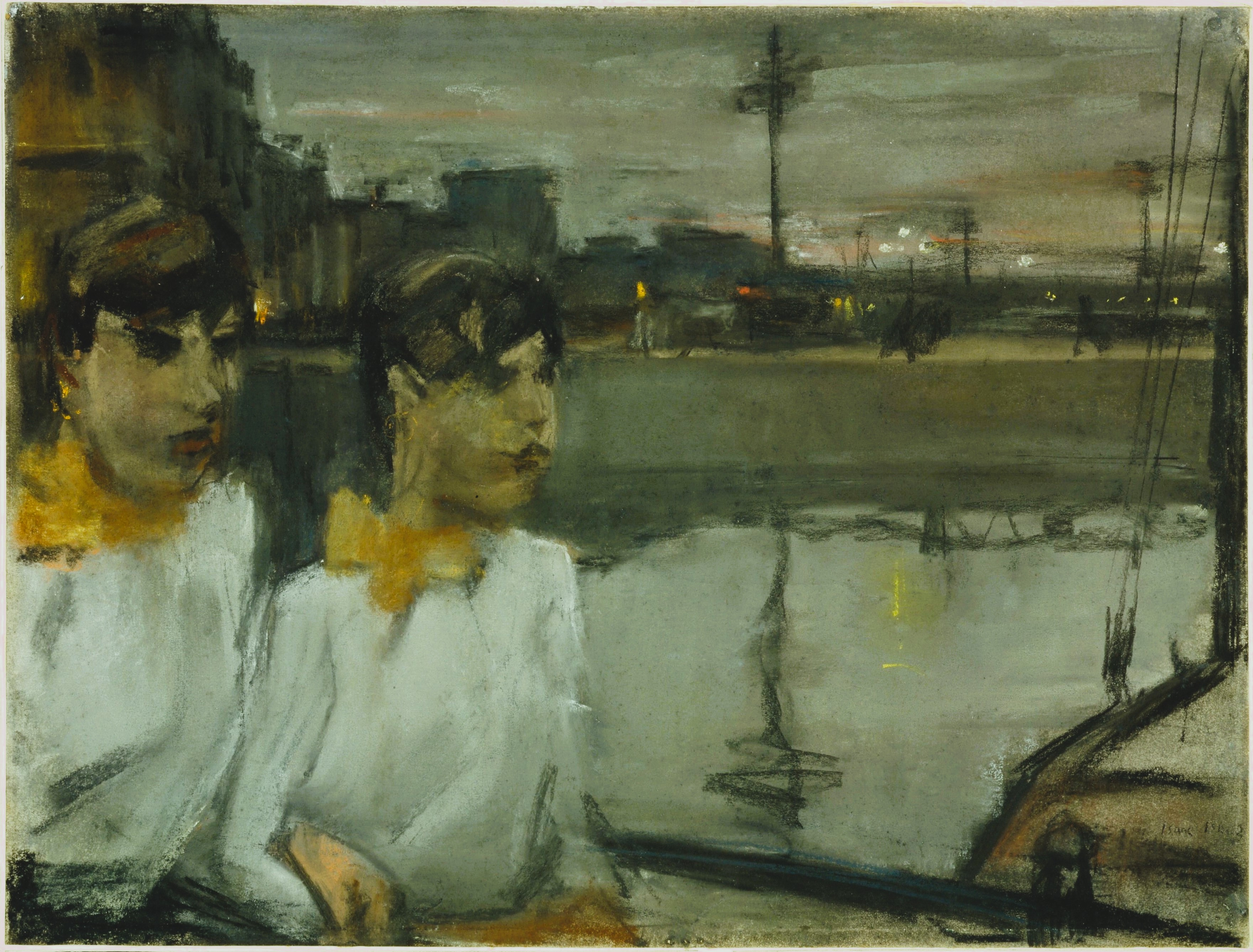
I. Israëls: Zwei Waspitten am Prins Hendrikkade (1892–1895)
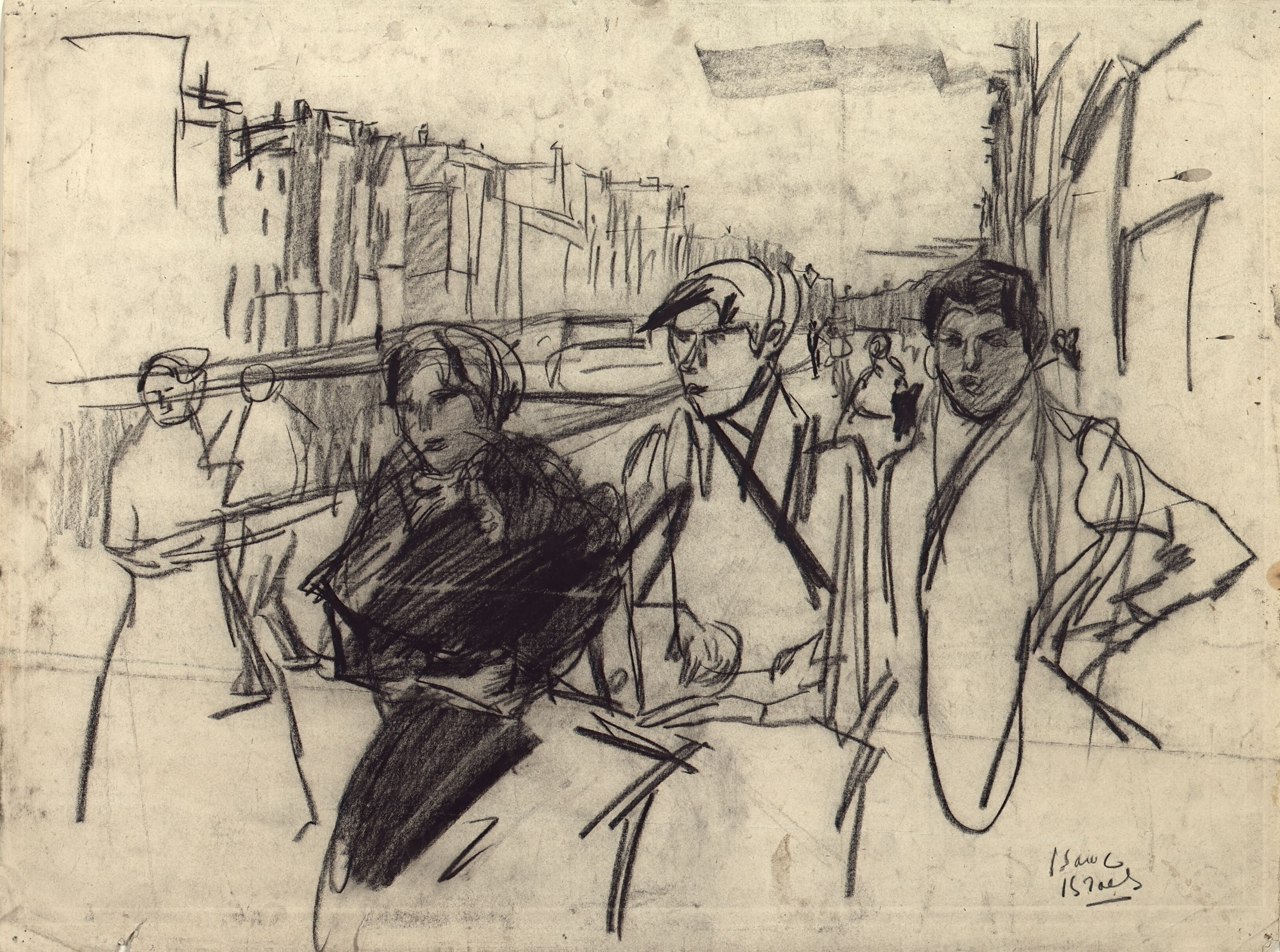
I. Israëls: Drei Waspitten an der Prinsengracht (1894)
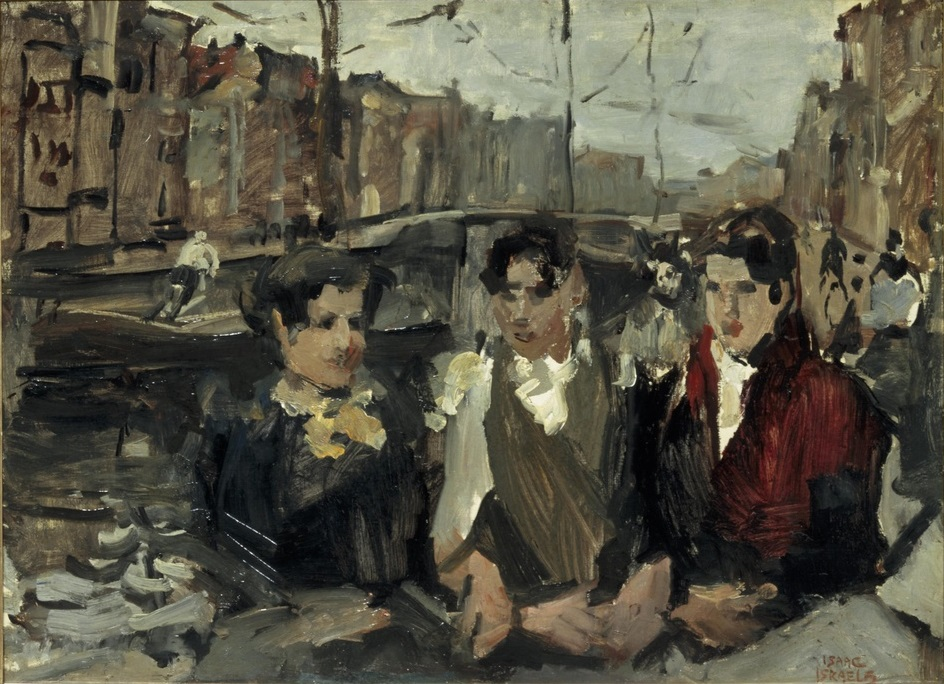
I. Israëls: Fabrikmädchen an der Prinsengracht (ca. 1894)